# Me (kana)

Me w hiraganie

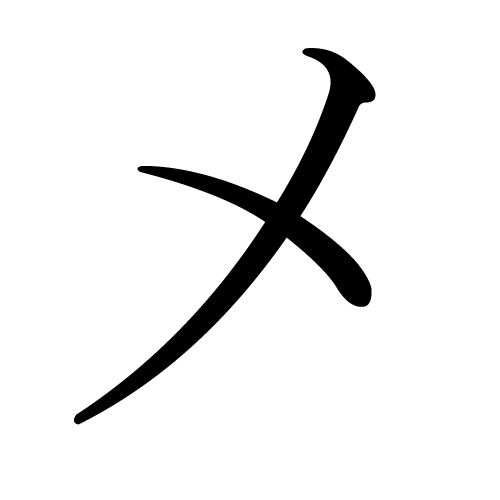
Me w katakanie

Me – trzydziesty czwarty znak japońskich sylabariuszy hiragana (め) i katakana (メ). Reprezentuje on sylabę me. Pochodzi bezpośrednio od znaku 女 (obydwie wersje).